# Siemienowskaja (rejon tarnoski)
Siemienowskaja (ros. Семеновская) – wieś w Rosji, w rejonie tarnoskim obwodu wołogodzkiego. W 2010 r. liczyła 38 mieszkańców.